# I-mode

Logo i-mode TM.

L'i-mode est l'appellation commerciale d'un ensemble de services et de protocoles permettant de connecter des téléphones portables à Internet. L'i-mode est un concurrent du WAP, bien que les téléphones i-mode permettent également d'afficher du contenu WAP.
Le nom i-mode est une marque déposée par NTT DoCoMo et a été inventé par Mari Matsunaga. On peut citer Takeshi Natsuno comme acteur principal de la création et du développement de i-mode au Japon.
Les deux fonctions principales de l'i-mode sont la consultation de services et la messagerie électronique.
La consultation de services se fait sur des sites Web adaptés à la taille d'un écran de téléphone mobile. Ces sites peuvent être scindés en deux groupes : les sites payants et les sites gratuits.
D'une manière générale, les sites payants font partie de l'offre de l'opérateur et sont regroupés dans un portail spécifique à cet opérateur. Ces services sont fournis par des éditeurs tiers, spécialisés dans leur domaine, et rétribués par un système de reversement des abonnements, reversement se situant entre 70 % et 90 % du montant de ces abonnements. On y trouve du contenu tel que des annuaires téléphoniques, de la cartographie, des actualités, de l'économie, des fonds d'écran et des sonneries, du chat en ligne, des jeux et bien d'autres services multimédias.
Les sites gratuits quant à eux sont plutôt conçus par les utilisateurs et offrent une grande variété de contenu, du plus utile au plus futile, et échappent à tout contrôle de l'opérateur.
L'i-mode permet d'envoyer des courriers électroniques à d'autres abonnés à l'i-mode, mais aussi sur les boîtes électroniques d'autres utilisateurs. Il permet aussi de recevoir des courriers électroniques tant des autres utilisateurs qu'à partir d'Internet. Néanmoins, la taille des messages est limitée, et les pièces jointes ne sont pas toujours gérées par les premières générations de terminaux. On peut aussi envoyer des images, des sons, et des vidéos grâce à ce service de messagerie.

## Description
Le langage utilisé pour les sites mobile est une version modifiée de HTML, appelée i-HTML (pour i-mode HTML) basé lui-même sur C-HTML. Ce langage diffère sur les points suivants :
- il ne contient pas les balises HTML pour écrire en gras et en italique ou souligné ;
- le JavaScript n'est pas géré ;
- les feuilles de style CSS ne sont pas supportées ;
- les cookies ;
- des attributs concernant les téléphones mobiles sont ajoutés dans certaines balises, par exemple afin d'associer un lien à une touche du téléphone ;
- des balises d'affichage d'image locale, appelées Emoji, sont ajoutées (pour l'affichage d'un smiley par exemple) ;
- un nombre limité de protocoles peuvent être utilisés dans les liens (http, https, téléphone, SMS, etc.).

Par ailleurs l'i-mode permet de développer des applications téléchargeables en Java selon une variante spécifique de Java nommée DoJa (pour Docomo Java), différente du standard MIDP utilisé lui sur les téléphones WAP.

## Alliance
NTT DoCoMo vend des licences à d'autres opérateurs pour qu'ils puissent l'utiliser sur leur propre réseau.
Les opérateurs utilisant le service i-mode se sont regroupés au sein d'une alliance : i-mode Alliance. On peut citer parmi eux :
- NTT DoCoMo au Japon depuis février 1999 ;
- E-Plus Mobilfunk en Allemagne depuis mars 2002 ;
- Far EasTone Telecommunications à Taïwan depuis juin 2002 ;
- KPN Mobile aux Pays-Bas depuis 2002 ;
- BASE en Belgique depuis la mi-octobre 2002 ;
- Bouygues Telecom en France depuis le 15 novembre 2002 ;
- Telefonica Moviles Espana en Espagne depuis juin 2003 ;
- Wind Telecomunicazioni en Italie depuis novembre 2003 ;
- Cosmote Mobile Telecommunications en Grèce depuis juin 2004 ;
- Telstra en Australie depuis novembre 2004 ;
- Cellcom en Israël courant 2005 ;
- O2 en Grande-Bretagne et en Irlande à partir d’octobre 2005 ;
- Mobile TeleSystems (MTS) pour la Russie et la Communauté des États indépendants fin 2005 ;
- StarHub Mobile à Singapour fin 2005 ;
- Globul  en Bulgarie en septembre 2006.

## Histoire et développement
L'i-mode est un produit né des laboratoires de NTT DoCoMo, à la suite de la constatation de l'échec des appareils WAP première génération, mais surtout à une bonne compréhension de celui-ci et à une réponse au-delà des attentes des utilisateurs.
Pour le replacer dans le contexte, le développement de l'i-mode a été confié au laboratoire mené par Mari Matsunaga alors que les opérateurs européens avaient annoncé la mort de l'Internet avec l'arrivée du WAP. Or ce ne sont que des problèmes et des limitations que les consommateurs européens, curieux, ont découverts. Premièrement, à cause de la différence de langage entre l'Internet (entièrement basé sur le HTML) et le WAP (basé sur le WML) ; les opérateurs n'avaient pas prévu les coûts d'adaptation que cela impliquerait auprès des fournisseurs de services afin d'adapter tous leurs services (banques, trains, cinémas) à ce nouveau langage. 
i-mode a été lancé le 14 février 1999 au Japon.
Le partenariat entre NTT DoCoMo et Bouygues Telecom a été signé le 16 avril 2002.
i-mode a été lancé le 26 octobre 2005 en France, soit un mois après le lancement du service en Belgique par l'opérateur BASE. Ce dernier a mis un terme aux offres i-mode le 15 mars 2009. En France, c'est le 1er avril 2012 que le service a disparu des offres de Bouygues Telecom.

## Technologie
Il est possible d'utiliser l'i-mode sur les couches de transport PDC, GPRS, EDGE, UMTS.

## Compléments